# Nationaal Instituut Steun Wettig Gezag

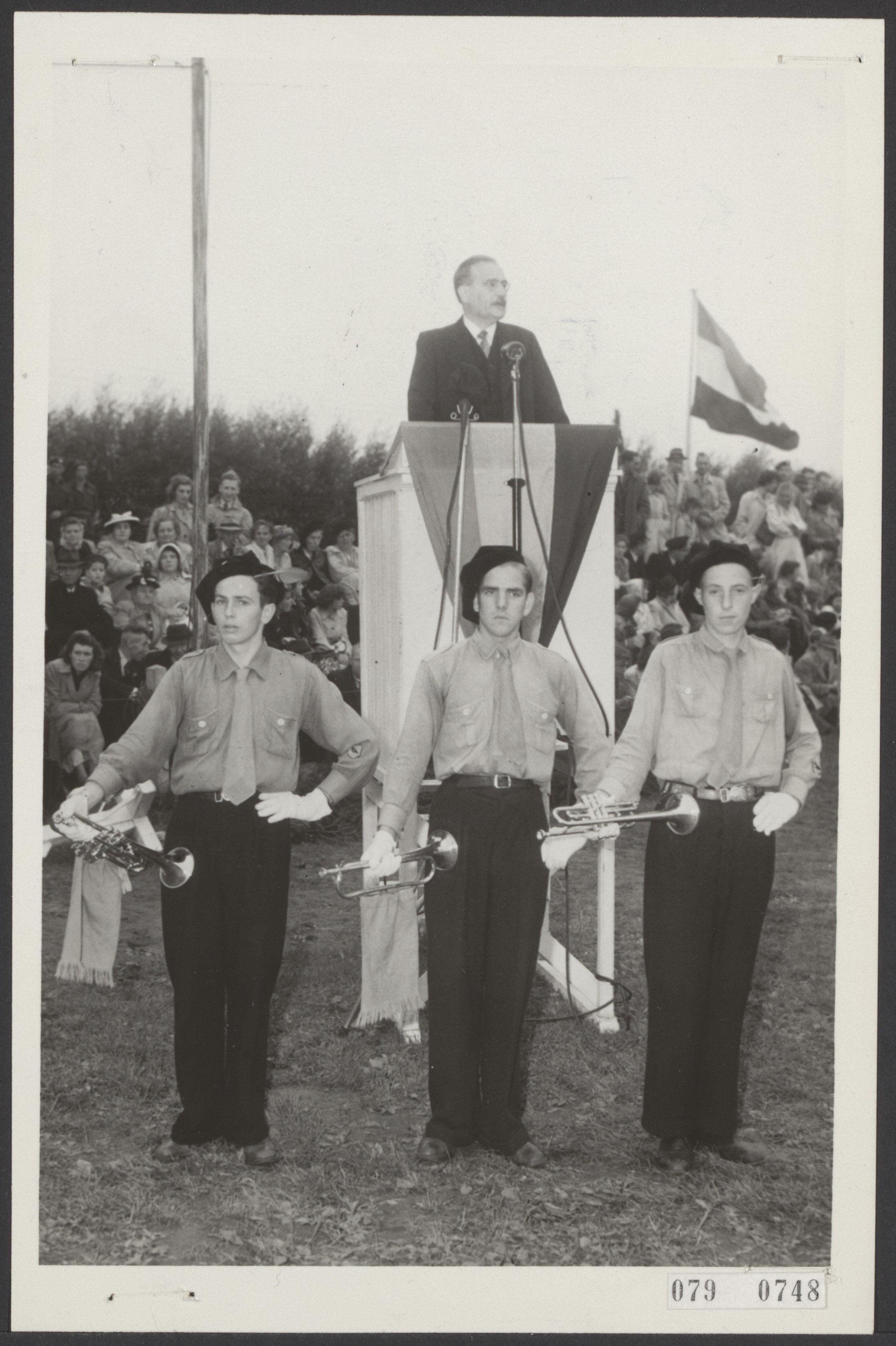
Landdag Steun Wettig Gezag in Dordrecht in 1953. Toespraak minister-president W. Drees

Het Nationaal Instituut Steun Wettig Gezag (NISWG), opgericht in april 1948, was  een Nederlands organisatie die verantwoordelijkheid droeg voor het verzorgen van voorlichting en propaganda voor de werving van vrijwilligers voor de Nationale Reserve (vroeger de Vrijwillige Landstorm), de Reserve Grensbewaking en de reserve Rijks- en Gemeentepolitie. De organisatie werd vooral opgericht om het opkomende 'communistisch gevaar' te keren. Doelstelling volgens de statuten was : "Het verlenen van steun aan iedere op wettige wijze tot stand gekomen Nederlandse Regering, welke onder het Huis van Oranje haar gezag uitoefent, door als bemiddelend en verbindend orgaan te fungeren tussen die Nederlanders, die vrijwillig steun aan dat gezag willen verlenen enerzijds en de Regering anderzijds”. Bekende bestuurders waren Pieter Jacob Six en Aart Willem Mul.
Omdat een groot deel van het Nederlandse leger zich eind jaren 40 in Indonesië bevond werden om het overheidsgezag te steunen veel vrijwilligers nodig geacht. Voor de werving en het voeren van de propaganda organiseerde het Nationaal instituut zogenoemde landdagen en propaganda-avonden in het hele land.

Het instituut wilde de onderlinge band tussen de vrijwilligers versterken en waar nodig optreden om de onderlinge taakverdeling tussen de vrijwilligers te regelen. In de organisatie werden de Bijzondere Vrijwillige Landstorm, de Volksweerbaarheid, de Binnenlandse Strijdkrachten, Nationale Bijstand, Organisatie Nationale Hulp en de Vereniging van Vrijwillig Politiepersoneel verenigd. Veel schietverenigingen die na 1945 in Nederland zijn opgericht werden vernoemd naar het maandblad dat door de NISWG werd uitgegeven, de Vrijheid.
Medio 1950 verkeerde de organisatie in een diepe crisis. Het hoofdbestuur overwoog het NISWG te liquideren, omdat interne verdeeldheid en conflicten tussen het bestuur en overheid een doelmatig functioneren van het NISWG verhinderde. De organisatie is uiteindelijk in de loop van 1958 opgeheven. Haar taken werden overgenomen door het Korps Nationale Reserve.